# متیو لوپز

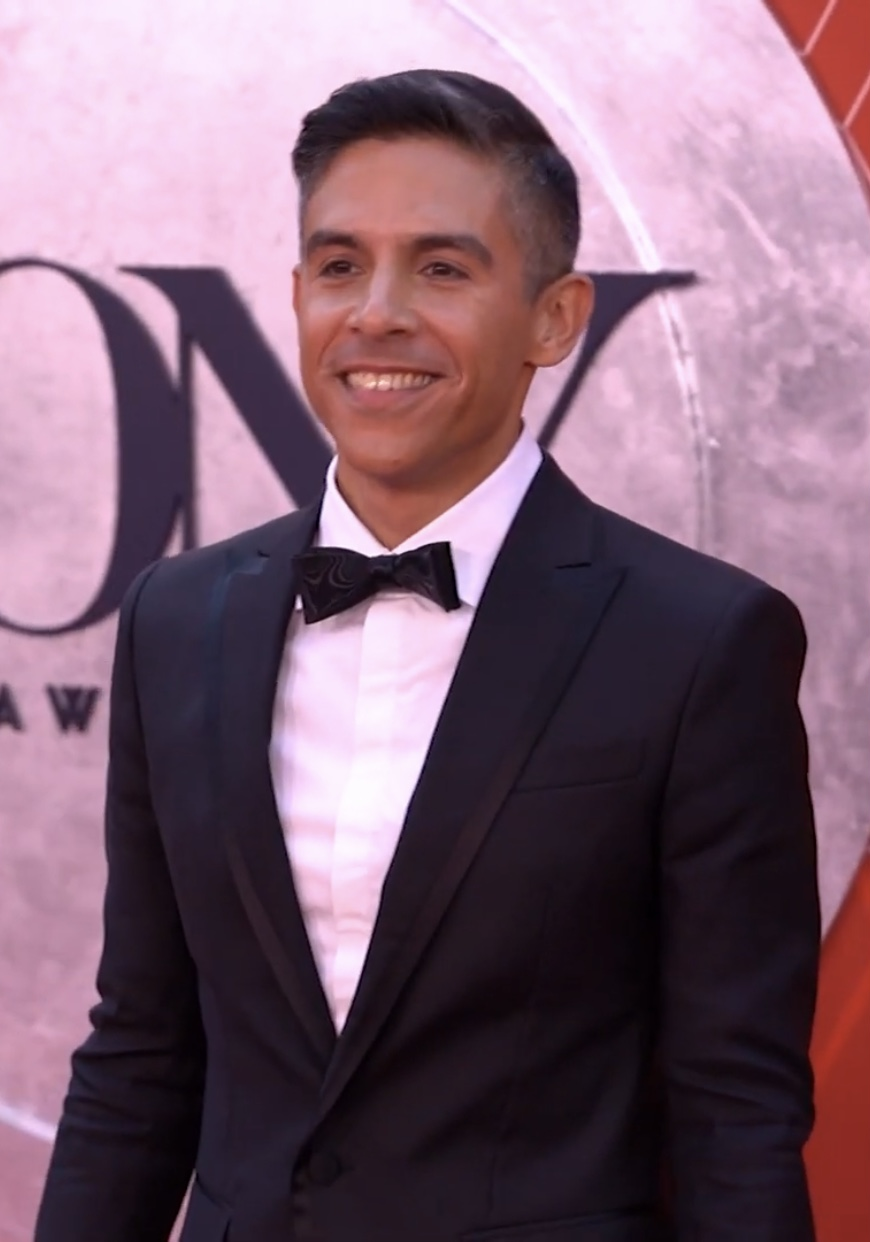
متیو لوپز در هفتاد و چهارمین دوره جوایز تونی در سپتامبر ۲۰۲۱

متیو لوپز نمایشنامه‌نویس و فیلمنامه‌نویس آمریکایی است. نمایشنامه او وراثت، به کارگردانی استفان دالدری، در یانگ ویک لندن در سال ۲۰۱۸ به نمایش درآمد، جایی که «مهم‌ترین نمایش آمریکایی قرن» لقب گرفت. بعداً همان سال به وست اند منتقل شد و در برادوی افتتاح شد. جایزه دراما دسک، جایزه WhatsOnStage و جایزه هنرهای آسمان Southbank از جمله جوایزی است که نسیب این نمایشنامه شده‌است.

## زندگی
لوپز در پاناما سیتی، فلوریدا متولد شد. پدر وی برادر بزرگتر بازیگر پریسیلا لوپز است. لوپز از دانشگاه فلوریدا جنوبی فارغ‌التحصیل لیسانس نمایش تئاتر شد.

## آثار
- مرد شلاق زن
- وراثت
- یک جا
- ولوله[۳]